# 熊本市立川口小学校
熊本市立川口小学校（くまもとしりつ かわぐちしょうがっこう）は、熊本県熊本市南区川口町にある公立小学校。

## 沿革
- 1874年 - 字5丁に創立
- 1876年 - 字9丁に移転
- 1905年 - 高等科設置
- 1907年 - 川口尋常小学校に改称
- 1922年 - 農業補修了学校併設、川口尋常高等小学校に改称
- 1941年 - 川口国民学校に改称
- 1947年 - 川口村立川口小学校に改称
- 1956年 - 天明村立川口小学校に改称
- 1971年 - 天明町立川口小学校に改称
- 1991年 - 熊本市立川口小学校に改称

## クラブ活動

### 運動部
- 野球部
- サッカー部